# Dichrooscytus rufivenosus
Dichrooscytus rufivenosus är en insektsart som beskrevs av Knight 1968. Dichrooscytus rufivenosus ingår i släktet Dichrooscytus och familjen ängsskinnbaggar. Inga underarter finns listade i Catalogue of Life.